# Anomalanthus parviflorus
Anomalanthus parviflorus là một loài thực vật có hoa trong họ Thạch nam. Loài này được (Klotzsch) N.E.Br. mô tả khoa học đầu tiên năm 1905.